# Leichtathletik-Junioreneuropameisterschaften 1999
| 15. Leichtathletik-Junioreneuropameisterschaften | 15. Leichtathletik-Junioreneuropameisterschaften |
| ------------------------------------------------ | ------------------------------------------------ |
| Daugava-Stadion                                  |                                                  |
| Stadt                                            | Riga, Lettland                                   |
| Stadion                                          | Daugava-Stadion                                  |
| Teilnehmende Länder                              |                                                  |
| Teilnehmende Athleten                            |                                                  |
| Wettbewerbe                                      | 43                                               |
| Eröffnung                                        | 5. August 1999                                   |
| Schlussfeier                                     | 8. August 1999                                   |
| Eröffnet durch                                   |                                                  |

Die 15. Leichtathletik-Junioreneuropameisterschaften für Leichtathleten unter 20 Jahren (kurz: U20) fanden vom 5. bis 8. August 1999 im Daugava-Stadion in der lettischen Hauptstadt Riga statt. 
Die Wettkampfergebnisse sind unter Weblinks zu finden.

## Länderwertungen
Nicht nur im Medaillenspiegel belegte Deutschland den ersten Platz, sondern gewann mit 216 Punkten auch die Länderwertung, bei der Frankreich (trotz weniger Medaillen) mit 139 Punkten auf dem zweiten Platz knapp vor Russland mit 136 Punkten lag.

## Medaillenspiegel
| Medaillenspiegel (Endstand nach 43 Entscheidungen) | Medaillenspiegel (Endstand nach 43 Entscheidungen) | Medaillenspiegel (Endstand nach 43 Entscheidungen) | Medaillenspiegel (Endstand nach 43 Entscheidungen) | Medaillenspiegel (Endstand nach 43 Entscheidungen) | Medaillenspiegel (Endstand nach 43 Entscheidungen) |
| Platz                                              | Land                                               | Gold                                               | Silber                                             | Bronze                                             | Gesamt                                             |
| -------------------------------------------------- | -------------------------------------------------- | -------------------------------------------------- | -------------------------------------------------- | -------------------------------------------------- | -------------------------------------------------- |
| 1                                                  | Deutschland                                        | 10                                                 | 3                                                  | 7                                                  | 20                                                 |
| 2                                                  | Russland                                           | 7                                                  | 4                                                  | 4                                                  | 15                                                 |
| 3                                                  | Frankreich                                         | 5                                                  | 4                                                  | 4                                                  | 13                                                 |
| 4                                                  | Finnland                                           | 2                                                  | 5                                                  | 3                                                  | 10                                                 |
| 4                                                  | Polen                                              | 2                                                  | 5                                                  | 3                                                  | 10                                                 |
| 4                                                  | Vereinigtes Königreich                             | 2                                                  | 5                                                  | 3                                                  | 10                                                 |
| 7                                                  | Türkei                                             | 2                                                  | 2                                                  | 1                                                  | 5                                                  |
| 8                                                  | Italien                                            | 2                                                  | 1                                                  | 4                                                  | 7                                                  |
| 9                                                  | Niederlande                                        | 2                                                  | 0                                                  | 3                                                  | 5                                                  |
| 10                                                 | Lettland                                           | 2                                                  | 0                                                  | 0                                                  | 2                                                  |
| 11                                                 | Rumänien                                           | 1                                                  | 5                                                  | 1                                                  | 7                                                  |
| 12                                                 | Belarus                                            | 1                                                  | 1                                                  | 2                                                  | 4                                                  |
| 13                                                 | Ungarn                                             | 1                                                  | 1                                                  | 1                                                  | 3                                                  |
| 14                                                 | Belgien                                            | 1                                                  | 1                                                  | 0                                                  | 2                                                  |
| 14                                                 | Schweden                                           | 1                                                  | 1                                                  | 0                                                  | 2                                                  |
| 14                                                 | Spanien                                            | 1                                                  | 1                                                  | 0                                                  | 2                                                  |
| 17                                                 | Tschechien                                         | 1                                                  | 0                                                  | 2                                                  | 3                                                  |
| 18                                                 | Litauen                                            | 1                                                  | 0                                                  | 0                                                  | 1                                                  |
| 19                                                 | Ukraine                                            | 0                                                  | 2                                                  | 1                                                  | 3                                                  |
| 20                                                 | Bulgarien                                          | 0                                                  | 1                                                  | 0                                                  | 1                                                  |
| 21                                                 | Griechenland                                       | 0                                                  | 0                                                  | 1                                                  | 1                                                  |
| 21                                                 | Irland                                             | 0                                                  | 0                                                  | 1                                                  | 1                                                  |
| 21                                                 | BR Jugoslawien                                     | 0                                                  | 0                                                  | 1                                                  | 1                                                  |
| 21                                                 | Österreich                                         | 0                                                  | 0                                                  | 1                                                  | 1                                                  |
| 24                                                 | Gesamt                                             | 44                                                 | 42                                                 | 43                                                 | 129                                                |